# うぉーたん
うぉーたん は滋賀県の公式イメージキャラクター。

## 概要
1999年に、2年後の2001年に開催される湖国21世紀記念事業のキャラクターとして誕生した。その後も滋賀県広報誌や滋賀県内の諸行事に登場している。身体全体は水と森林をイメージした青と黄緑を基調とした出で立ちをしている。水上アウトドアスポーツが得意である。

## 出演番組
- うぉーたん&キャッフィーのShigaはっぴいライフ 2009年10月20日 - 18:55～19:00火曜日放送（不定期） - びわ湖放送